# وانگ جون (بازیکن بسکتبال)
وانگ جون (انگلیسی: Wang Jun؛ زادهٔ ۲۰ اوت ۱۹۶۳) بازیکن بسکتبال اهل چین است.